# Parti nationaliste (Malte)
Pour les articles homonymes, voir Parti nationaliste.
Le Parti nationaliste (en maltais : Partit Nazzjonalista, en anglais : Nationalist Party, abrégé en PN) est un parti politique de Malte, de centre droit, membre du Parti populaire européen et membre associé de l'Union démocrate internationale.
Il porte ce nom depuis le temps où Malte était une colonie du Royaume-Uni et il revendiquait l'indépendance.
Le PN est pro-européen, contrairement au Parti travailliste, opposé à l'adhésion à l'Union européenne.

## Histoire
Il a été fondé en 1880 par le Dr Fortunato Mizzi comme le Parti anti-réforme, en s'opposant à une taxe décidée par les autorités coloniales britanniques mais aussi contre les mesures tendant à angliciser les systèmes juridiques et scolaires. La présence d'Italiens réfugiés du Risorgimento donna à ce parti un caractère constitutionnaliste et libéral, ce qui provoqua des tensions entre Mizzi et l'Église catholique romaine et une position favorable à l'Italie qui dura jusqu'à la Seconde Guerre mondiale.
Le PN détient actuellement 35 des 69 députés de la Chambre des représentants maltaise. Il est dirigé par Simon Busuttil.
Aux élections de 2008, il remporte de justesse les élections, en obtenant seulement 31 députés dans les circonscriptions. Mais comme il précède de peu les travaillistes en voix (mais pas en sièges : 34 sièges au MLP), il obtient quatre députés supplémentaires. Il a obtenu 143 468 voix (49,34 % ; - 2,5).

## Dirigeants
- 1926-1940 : Sir Ugo P. Mifsud et Dr Enrico Mizzi
- 1940-1944 : Giorgio Borg Olivier
- 1944-1950 : Dr Enrico Mizzi (Premier Ministre : 1950)
- 1950-1977 : Giorgio Borg Olivier (Premier Ministre : 1951-1955, 1962-1971)
- 1977-2004 : Edward Fenech Adami (Premier Ministre : 1987-1996, 1998-2004)
- 2004-2013 : Lawrence Gonzi (Premier Ministre : 2004-2013)
- 2013-2017 : Simon Busuttil
- 2017-2020 : Adrian Delia
- depuis 2020 : Bernard Grech

## Membres ayant exercé une charge gouvernementale
- Mario Galea, secrétaire parlementaire pour les soins aux personnes âgées et de la Communauté sous le gouvernement Lawrence Gonzi

## Résultats électoraux

### Élections législatives
| Année | Voix               | %                  | Sièges             | Rang               | Gouvernement       |
| ----- | ------------------ | ------------------ | ------------------ | ------------------ | ------------------ |
| 1927  | 14 321             | 41,5               | 13 / 32            | 2d                 | Opposition         |
| 1932  | 28 777             | 59,6               | 21 / 32            | 1er                | Gouvernement       |
| 1939  | 11 618             | 33,1               | 3 / 10             | 2d                 | Opposition         |
| 1945  | Ne se présente pas | Ne se présente pas | Ne se présente pas | Ne se présente pas | Ne se présente pas |
| 1947  | 19 041             | 18,0               | 7 / 40             | 2d                 | Opposition         |
| 1950  | 31 431             | 29,6               | 12 / 40            | 1er                | Gouvernement       |
| 1951  | 39 946             | 35,5               | 15 / 40            | 1er                | Gouvernement       |
| 1953  | 45 180             | 38,1               | 18 / 40            | 2d                 | Gouvernement       |
| 1955  | 48 514             | 40,2               | 17 / 40            | 2d                 | Opposition         |
| 1962  | 48 514             | 40,2               | 25 / 50            | 1er                | Gouvernement       |
| 1966  | 68 656             | 47,9               | 28 / 50            | 1er                | Gouvernement       |
| 1971  | 80 753             | 48,1               | 27 / 55            | 2d                 | Opposition         |
| 1976  | 99 551             | 48,5               | 31 / 65            | 2d                 | Opposition         |
| 1981  | 114 132            | 50,9               | 31 / 65            | 2d                 | Opposition         |
| 1987  | 119 721            | 50,9               | 35 / 69            | 1er                | Gouvernement       |
| 1992  | 127 932            | 51,8               | 34 / 65            | 1er                | Gouvernement       |
| 1996  | 124 864            | 47,8               | 34 / 69            | 2d                 | Opposition         |
| 1998  | 137 037            | 51,8               | 35 / 65            | 1er                | Gouvernement       |
| 2003  | 146 172            | 51,8               | 35 / 65            | 1er                | Gouvernement       |
| 2008  | 143 468            | 49,3               | 35 / 69            | 1er                | Gouvernement       |
| 2013  | 132 426            | 43,3               | 30 / 69            | 2d                 | Opposition         |
| 2017  | 130 850            | 42,1               | 28 / 67            | 2d                 | Opposition         |
| 2022  | 123 233            | 41,7               | 29 / 67            | 2e                 | Opposition         |

### Élections européennes
| Année | Voix    | %    | Sièges | Rang |
| ----- | ------- | ---- | ------ | ---- |
| 2004  | 97 688  | 39,8 | 2 / 5  | 2e   |
| 2009  | 100 483 | 40,5 | 2 / 6  | 2e   |
| 2014  | 100 785 | 40,2 | 3 / 6  | 2e   |
| 2019  | 98 611  | 37,9 | 2 / 6  | 2e   |
| 2024  | 109 351 | 42,0 | 3 / 6  | 2e   |